# 優質生活台
優質生活台（英語：Aplus），是由香港娛視廣播有限公司屬下的電視頻道，於2011年1月1日在香港寬頻bbTV開播，播出節目與未改以國語播放的健康生活台相似，同樣包括寵物、健康、玄學、生活資訊等，部分節目主持人和製作人亦沿於該台，當中包括前電台節目主持梁安琪。由於香港寬頻bbTV終止服務關係，本頻道同步停播。
該頻道目前於周一、二、四、六播出首輪節目，節目以每四小時為一個循環，滾動重播，所有節目以粵語制作。其官方網站提供節目重溫所有節目，亦設有應用軟件供蘋果iPhone和iPad用戶下載重溫節目。

## 外部連結
- 官方網站 （页面存档备份，存于）
- 官方Youtube頻道 （页面存档备份，存于）